# Élections législatives sud-coréennes de 1996
Les élections législatives sud-coréennes de 1996 ont lieu le 16 avril 1996 afin de renouveler les 299 membres de l'Assemblée nationale, le parlement de la Corée du Sud. Le Parti de la Nouvelle Corée a remporté une majorité relative des sièges avec 139 sièges sur les 299 qui composent l'Assemblée.

## Système électoral
La Corée du Sud est dotée d'un parlement unicaméral, l'Assemblée nationale, composée de 299 sièges pourvus pour quatre ans selon un système mixte. Sur ce total, 253 sièges sont ainsi pourvus au scrutin uninominal majoritaire à un tour dans autant de circonscriptions. Les 46 sièges restants sont pourvus au scrutin proportionnel plurinominal avec listes fermées et seuil électoral de 3 % dans une unique circonscription nationale. Après décomptes des voix, les sièges à la proportionnelle sont répartis en appliquant le quota de Hare et au plus fort reste entre tous les partis ayant franchi le seuil électoral ou obtenu au moins cinq sièges majoritaire.
Lors des élections précédentes, 299 sièges étaient à pourvoir dont 237 au scrutin uninominal majoritaire à un tour et 62 à la proportionnelle.

## Répartition des sièges
Les élections ont lieu trois ans après le début du mandat du président Kim Young-sam. Son parti, le Parti de la nouvelle Corée (anciennement le Parti libéral démocrate) perd sa majorité absolue au Parlement, mais garde la majorité.
Le Congrès national pour une nouvelle politique, formé par le chef de l'opposition Kim Dae-jung et ses partisans du parti démocrate, devient le principal parti d'opposition. Kim avait pris sa retraite de la politique après sa défaite lors de l'élection présidentielle de 1992 mais avait fait son retour en 1995, à la tête de son nouveau parti d'opposition.
L'Union démocrate libérale, un parti de droite, dirigé par l'ancien premier ministre et allié du président Kim, Kim Jong-pil. Membre de l'Union démocrate libérale, jusqu'à la victoire de Kim Young-sam en 1992,  Kim Jong-pil  rejoint l'opposition de Kim Dae Jung, et forme une coalition.
Le Parti démocratique unifié (ko), soutien du candidat Kim Dae-jung en 1992 et principal parti d'opposition de l'Assemblée nationale sortante, est réduit à une force mineure avec le départ de Kim Dae-jung et de ses partisans. Il fusionnera deux ans plus tard avec le nouveau parti Kim Dae-jung.

## Résultats
| Partis                     | Partis                                          | Votes      | %    | Sièges | Sièges | Sièges | +/–     |
| Partis                     | Partis                                          | Votes      | %    | FPTP   | PR     | Total  | +/–     |
| -------------------------- | ----------------------------------------------- | ---------- | ---- | ------ | ------ | ------ | ------- |
|                            | Parti de la Nouvelle Corée                      | 6 783 730  | 34,5 | 121    | 18     | 139    | -10     |
|                            | Congrès national pour une nouvelle politique    | 4 971 961  | 25,3 | 66     | 13     | 79     | Nouveau |
|                            | Union démocrate libérale                        | 3 178 474  | 16,2 | 41     | 9      | 50     | Nouveau |
|                            | Parti démocrate                                 | 2 207 695  | 11,2 | 9      | 6      | 15     | -82     |
|                            | Parti populaire des sans-factions               | 177 050    | 0,0  | 0      | 0      | 0      | Nouveau |
|                            | Grand parti démocratique coréen                 | 3 114      | 0,0  | 0      | 0      | 0      | Nouveau |
|                            | Parti de l'indépendance coréenne du XXIe siècle | 1 693      | 0,0  | 0      | 0      | 0      | Nouveau |
|                            | Parti Chinmin                                   | 571        | 0,0  | 0      | 0      | 0      | Nouveau |
|                            | Indépendants                                    | 2 328 785  | 11,8 | 16     | 0      | 16     | -5      |
| Votes non valides / blancs | Votes non valides / blancs                      | 469,726    | -    | -      | -      | -      | -       |
| Total                      | Total                                           | 20 122 799 | 100  | 253    | 56     | 299    |         |
| Source : Nohlen et al.     |                                                 |            |      |        |        |        |         |